# Maxilläre Retrognathie
Eine maxilläre Retrognathie (von lat. maxilla „Oberkiefer“ und griech. γνάϑος „Kiefer“),  auch falsche Progenie oder Opisthognathie (von griech. ὄπισϑεν „hinten“ und γνάϑος „Kiefer“), in der englischsprachigen Fachliteratur maxillary retrognathism oder maxillary retrognathia genannt, ist eine Hypoplasie des Oberkiefers. Der verkürzte Oberkiefer wird dabei vom normal entwickelten Unterkiefer überragt.

## Ätiologie
Maxilläre Retrognathien sind häufig erblich bedingt. Die maxilläre Retrognathie gehört zu den zweithäufigsten Dysgnathien. Die Wachstumshemmung des Oberkiefers kann aber auch operationsbedingt, beispielsweise durch Eingriffe bei Lippen-Kiefer-Gaumenspalten, im Kindesalter ausgelöst werden. Auch die Extraktion oder der Verlust mehrerer Zähne im Oberkiefer kann im Kindesalter zu einer maxillären Retrognathie führen.
Während die meisten Patienten mit einer maxillären Retrognathie sonst völlig gesund sind, sind einige Erbkrankheiten mit dem Symptom der Oberkieferhypoplasie assoziiert. Hierzu gehört beispielsweise das Crouzon-Syndrom.

## Symptomatik
Das Kinn liegt – verglichen zum Oberkiefer – weit vorne, wodurch sich ein konkaves Gesichtsprofil ergibt. Nase und Nasolabialfalte wirken dadurch dominant. Die Atmung durch die Nase kann durch den Kieferversatz eingeschränkt sein.
Die maxilläre Retrognathie ist von der mandibulären Prognathie abzugrenzen, bei der ein verlängerter Unterkiefer den Oberkiefer überragt. Der Oberkiefer ist dabei normal ausgebildet.

## Therapie
Wird die Fehlstellung des Oberkiefers nicht rechtzeitig behandelt, so steigt die Wahrscheinlichkeit von Schädigungen der Zähne und des Zahnhalteapparates. Beides kann zu einem frühzeitigen Zahnverlust führen.
Die Vorverlagerung der Oberkiefer wird üblicherweise kieferchirurgisch durch eine Le-Fort-I-Osteotomie, ein spezielles Verfahren der Osteotomie, therapiert.

### Fachbücher
- W. Stelzenmüller und J. Wiesner: Therapie von Kiefergelenkschmerzen. Georg Thieme Verlag, 2004, S. 104–105. ISBN 3-13-131381-1
- S. Schamsawary: Dysgnathien. Verlag Urban&Fischer, 2007, ISBN 3-437-05620-4
- H. H. Horch und J. Bier: Mund-kiefer-gesichtschirurgie. Verlag Urban&Fischer, 2007, ISBN 3-437-05417-1
- A. Kübler und J. Mühling: Leitlinien für die Mund-, Kiefer- und Gesichtschirurgie. Springer, 1997, ISBN 3-540-63566-1

### Fachartikel
- R. Hotz und U. Dietrich: Die Morphologie der mandibulären Prognathie und der maxillären Retrognathie im Fern-Röntgenbild. In: Fortschritte der Kieferorthopädie 30, 1969, S. 497–504. doi:10.1007/BF02166469
- J. Z. Chang: Thin-plate spline analysis of the effects of face mask treatment in children with maxillary retrognathism. In: J Formos Med Assoc 105, 2006, S. 147–154. PMID 16477335
- S. Biren und N. Erverdi: Cephalometric evaluation of maxillary retrognathism cases treated with FR-3 appliance. In: J Marmara Univ Dent Fac 4, 1993, S. 354–360. PMID 9582640
- J. Barros-Saint-Pasteur: A new technique for the treatment of maxillary retrognathism. In: Panminerva Med 11, 1969, S. 155–160. PMID 5792006